# Castiglione d'Orcia
Castiglione d'Orcia is een gemeente in de Italiaanse provincie Siena (regio Toscane) en telt 2530 inwoners (31-12-2004). De oppervlakte bedraagt 141,7 km², de bevolkingsdichtheid is 18 inwoners per km².
De volgende frazioni maken deel uit van de gemeente: Bagni San Filippo, Belvedere, Campiglia d'Orcia, Masse, Montieri, Osteria Gallina, Ripa, Rocca d'Orcia, Vivo d'Orcia.

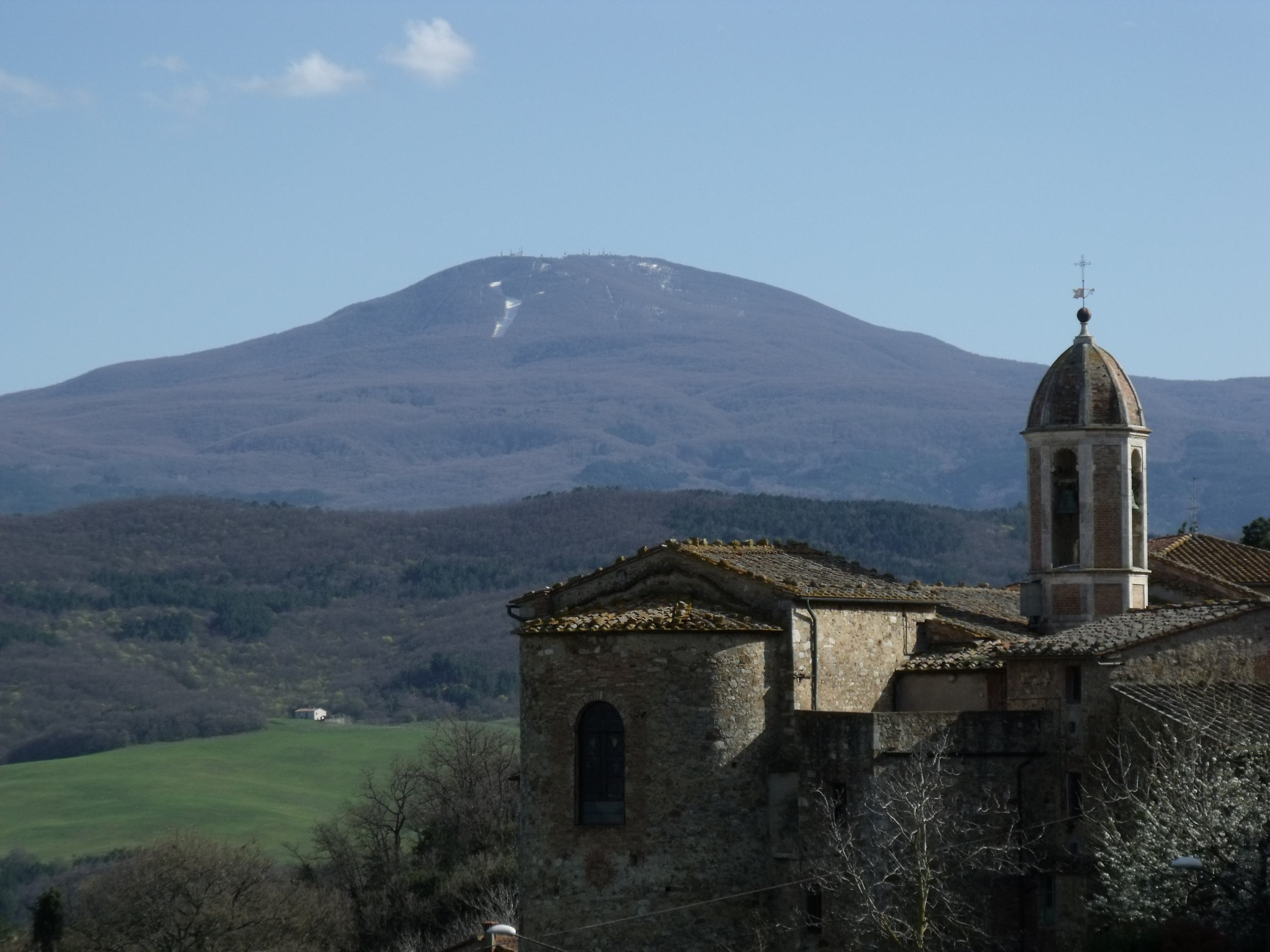
Kerk van St. Stefano en St. Degna
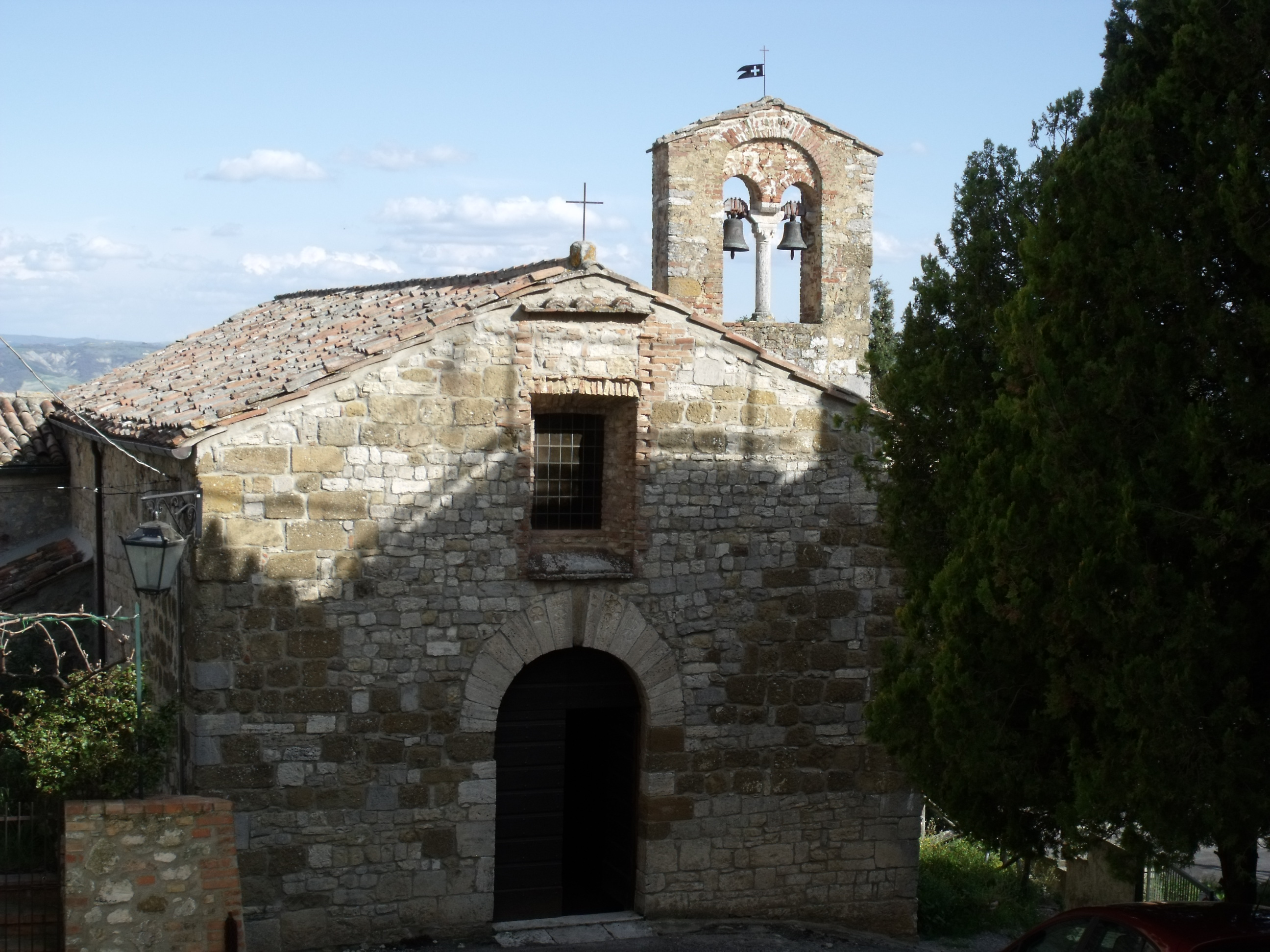
Kerk van Santa Maria Maddalena
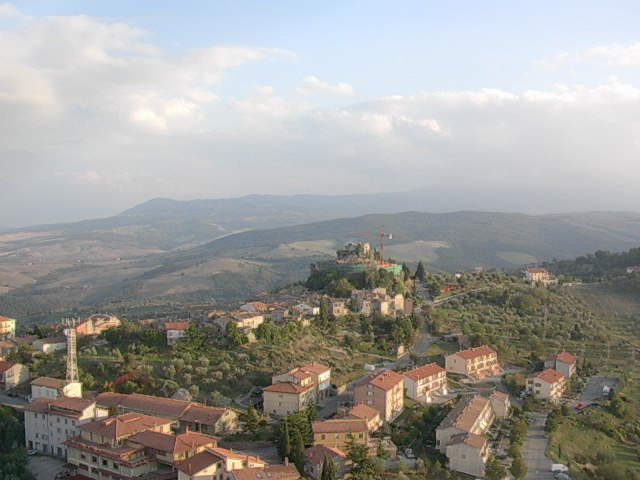
Castiglion d'Orcia
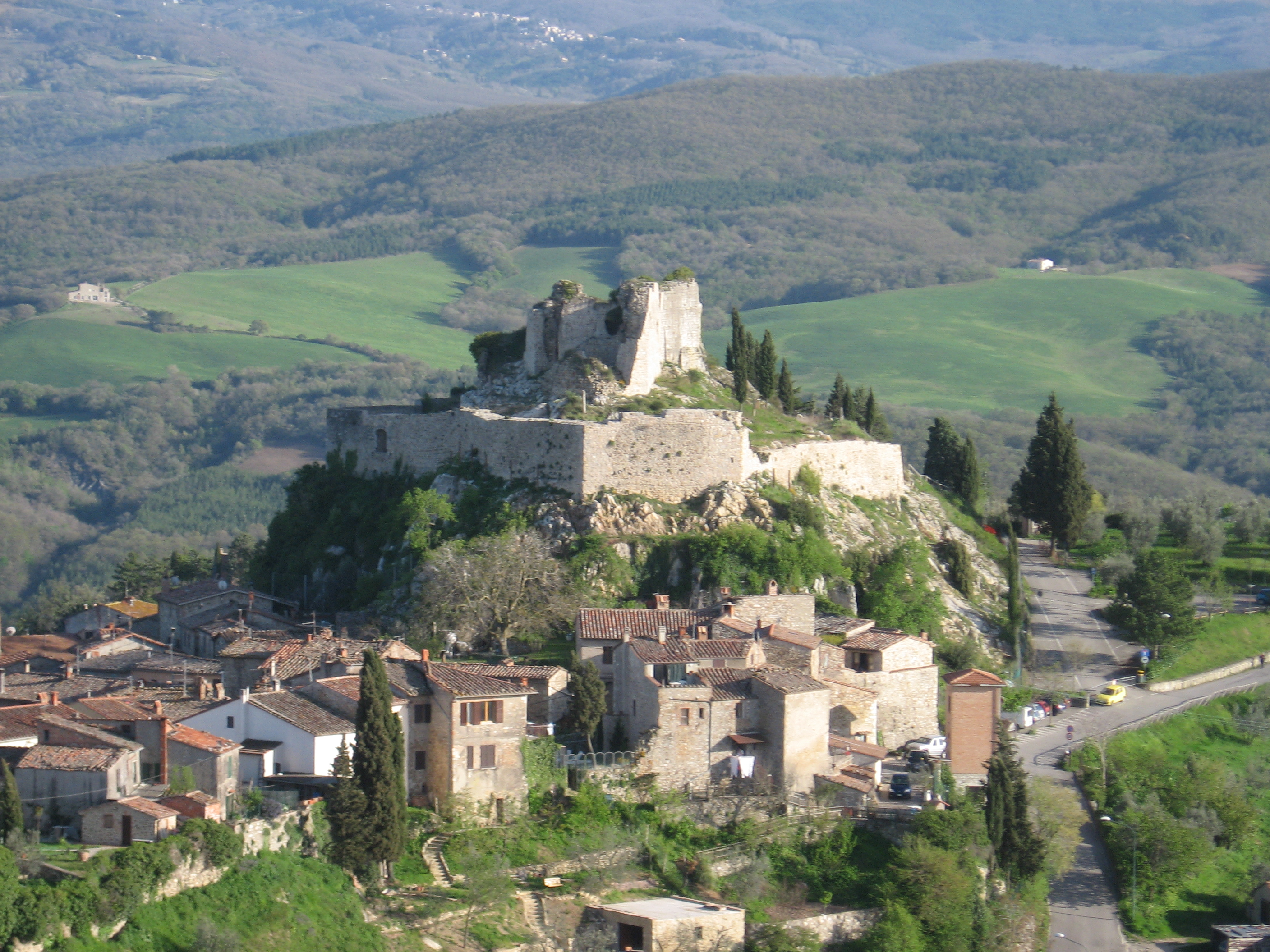
Rocca Aldobrandesca

## Demografie
Castiglione d'Orcia telt ongeveer 1202 huishoudens. Het aantal inwoners daalde in de periode 1991-2001 met 11,7% volgens cijfers uit de tienjaarlijkse volkstellingen van ISTAT.
| Jaar | Inwoneraantal |
| ---- | ------------- |
| 1991 | 2840          |
| 2001 | 2508          |

## Geografie
De gemeente ligt op ongeveer 540 m boven zeeniveau.
Castiglione d'Orcia grenst aan de volgende gemeenten: Abbadia San Salvatore, Castel del Piano (GR), Montalcino, Pienza, Radicofani, San Quirico d'Orcia, Seggiano (GR).

## Geboren
- Primo Volpi (1916-2006), wielrenner

Abbadia San Salvatore · Asciano · Buonconvento · Casole d'Elsa · Castellina in Chianti · Castelnuovo Berardenga · Castiglione d'Orcia · Cetona · Chianciano Terme · Chiusdino · Chiusi · Colle di Val d'Elsa · Gaiole in Chianti · Montalcino · Montepulciano · Monteriggioni · Monteroni d'Arbia · Monticiano · Murlo · Piancastagnaio · Pienza · Poggibonsi · Radda in Chianti · Radicofani · Radicondoli · Rapolano Terme · San Casciano dei Bagni · San Gimignano · San Giovanni d'Asso · San Quirico d'Orcia · Sarteano · Siena · Sinalunga · Sovicille · Torrita di Siena · Trequanda
1. ↑  https://demo.istat.it/?l=it.